# André Ventura

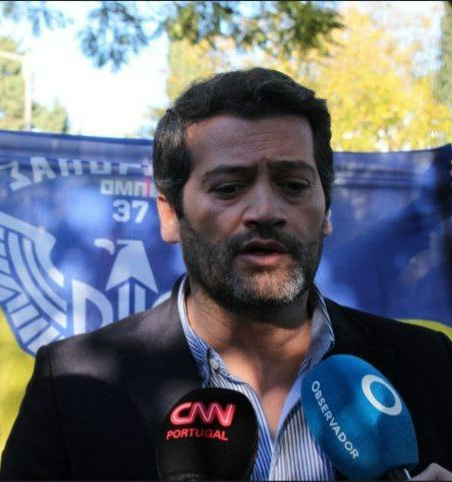
André Ventura, 2022.

André Claro Amaral Ventura, genannt André Ventura, (* 15. Januar 1983 in Algueirão-Mem Martins) ist Professor an der Universidade Nova de Lisboa und Vorsitzender der politischen Partei Chega! in Portugal sowie deren Abgeordneter in der Assembleia da República, dem Parlament Portugals.

## Leben
Ventura hat einen Abschluss in Rechtswissenschaft von der Universidade Nova de Lisboa und einen Doktortitel in Öffentlichem Recht von der College Cork University in Irland.
2001 trat er in die Partido Social Democrata ein, für die er 2017 als Spitzenkandidat zum Stadtrat von Loures im Norden Lissabons gewählt wurde. Dieses Amt legte er jedoch nieder, trat aus der PSD aus und gründete am 9. April 2019 Chega!.
Bei der Europawahl am 26. Mai 2019 war er Spitzenkandidat der Dreier-Koalition BASTA!, bestehend aus Chega, Partido Popular Monárquico und Partido Cidadania e Democracia Cristã. Die 49.496 Stimmen, respektive 1,49 % der Stimmen, reichten nicht für ein Mandat und die Zweckkoalition wurde wieder aufgelöst.
Bei der Parlamentswahl am 6. Oktober 2019 wurde Spitzenkandidat Ventura im Wahlkreis Lissabon in die Assembleia da República, das Parlament Portugals, gewählt. Somit ist erstmals seit dem 25. April 1974 ein Politiker einer rechtsextremen Partei Abgeordneter der Assembleia.
Bei der Präsidentschaftswahl in Portugal 2021 trat Ventura als Kandidat an. Er erreichte mit 11,9 % bzw. 496.661 Stimmen den dritten Platz unter den sechs Präsidentschaftskandidaten.